# Cuchumatanea
Cuchumatanea là một chi thực vật có hoa trong họ Cúc (Asteraceae).

## Loài
Chi Cuchumatanea gồm các loài: